# Marcus Thuram
Marcus Lilian Thuram-Ulien (Parma, 6 augustus 1997) is een Frans voetballer die doorgaans als aanvaller speelt. Hij tekende in juli 2023 bij Internazionale, dat hem transfervrij overnam van Borussia Mönchengladbach. Thuram debuteerde in 2020 in het Frans voetbalelftal. Hij is de zoon van Lilian Thuram.

## Clubcarrière

### FC Sochaux
Thuram werd geboren te Parma, toen zijn vader Lilian Thuram actief was voor Parma FC. Hij speelde in de jeugd bij Olympique de Neuilly, Boulogne-Billancourt en FC Sochaux. Op 12 april 2014 debuteerde hij in het tweede elftal van Sochaux, in de Championnat de France amateur tegen Olympique Lyon II. De aanvaller maakte op 13 december 2014 zijn eerste treffer, tegen Viry-Châtillon. Op 20 maart 2015 debuteerde hij in de Ligue 2, tegen LB Châteauroux. Hij viel na 83 minuten in voor Edouard Butin. Sochaux won met 3–0 na doelpunten van Karl Toko Ekambi (2x) en Florin Berenguer. Op 14 april 2017 maakte hij zijn eerste en enige treffer voor Sochaux in de met 3-1 verloren wedstrijd tegen Tours FC.

### Guingamp
Op 5 juli 2017 vertrok Thuram naar Ligue 1-club Guingamp. Op 5 augustus maakte hij zijn debuut voor Guingamp in de met 3-1 gewonnen wedstrijd tegen FC Metz. Op 10 september tegen Olympique Lyon (2-1 nederlaag), maakte hij zijn eerste doelpunt voor de club. Dat seizoen scoorde hij dertien doelpunten over alle competities. 

### Borussia Mönchengladbach
Op 22 juli 2019 maakte Borussia Mönchengladbach bekend dat het Thuram voor vier jaar had vastgelegd. Bij de transfer was zo'n 12 miljoen euro gemoeid. Hij nam rugnummer 10 over van Thorgan Hazard, die vertrokken was naar Borussia Dortmund. Op 9 augustus maakte hij zijn debuut en scoorde hij zijn eerste goal voor Gladbach in de DFB-Pokal tegen SV Sandhausen. Hij scoorde op 22 september zijn eerste twee Bundesliga-goals in een 2-1 overwinning op Fortuna Düsseldorf. In zijn eerste seizoen kwam hij in alle competities tot veertien goals en negen assists. Hij was een gevaarlijk duo met landgenoot Alassane Pléa, die dat seizoen goed was voor tien goals en tien assists. Gladbach werd dat seizoen vierde, wat Champions League-voetbal opleverde.
Op 21 oktober 2020 maakte Thuram zijn debuut in de UEFA Champions League in het 2-2 gelijkspel tegen Internazionale. Een week later scoorde Thuram beide goals in het 2-2 gelijkspel met Real Madrid. Gladbach werd tweede in deze poule des doods, maar werd in de achtste finale uitgeschakeld door uiteindelijke finalist Manchester City. In zijn tweede seizoen bij Gladbach kwam Thuram tot elf goals en twaalf assists, maar het seizoen erop volgde een terugval. Hij kwam pas in de 24'ste speelronde tot scoren en eindigde op slechts drie goals in 23 wedstrijden. 
In het seizoen 2022/23 schoot Thuram daarentegen uit de startblokken. Na vijftien speelrondes, waarna een WK-break volgde, stond Thuram al op dertien goals in zeventien wedstrijden. Alleen Christopher Nkunku (RB Leipzig) hield Thuram onder zich in strijd om de Bundesliga-topscorerstitel.

### Internazionale
Nadat zijn contract in 2023 niet werd verlengd bij de Duitse ploeg, maakte hij de overstap naar het Italiaanse Internazionale. Hier tekende hij een contract voor vijf jaar. In zijn eerste stadsderby tegen AC Milan scoorde hij het tweede doelpunt van de wedstrijd. In zijn eerste seizoen kwam hij tot vijftien goals en veertien assists in 46 wedstrijden en werd hij kampioen van Italië. 

## Clubstatistieken
| Seizoen     | Club                     | Competitie  | Competitie | Competitie | Beker | Beker | Internationaal | Internationaal | Totaal | Totaal |
| Seizoen     | Club                     | Competitie  | Wed.       | Dlp.       | Wed.  | Dlp.  | Wed.           | Dlp.           | Wed.   | Dlp.   |
| ----------- | ------------------------ | ----------- | ---------- | ---------- | ----- | ----- | -------------- | -------------- | ------ | ------ |
| 2014/15     | FC Sochaux               | Ligue 2     | 1          | 0          | 0     | 0     | —              | —              | 1      | 0      |
| 2015/16     | FC Sochaux               | Ligue 2     | 15         | 0          | 4     | 0     | —              | —              | 19     | 0      |
| 2016/17     | FC Sochaux               | Ligue 2     | 21         | 1          | 2     | 0     | —              | —              | 23     | 1      |
| Club totaal | Club totaal              | Club totaal | 37         | 1          | 6     | 0     | 0              | 0              | 43     | 1      |
| 2017/18     | EA Guingamp              | Ligue 1     | 32         | 3          | 2     | 1     | —              | —              | 34     | 4      |
| 2018/19     | EA Guingamp              | Ligue 1     | 32         | 9          | 6     | 4     | —              | —              | 38     | 13     |
| Club totaal | Club totaal              | Club totaal | 64         | 12         | 8     | 5     | 0              | 0              | 72     | 17     |
| 2019/20     | Borussia Mönchengladbach | Bundesliga  | 31         | 10         | 2     | 2     | 6              | 2              | 39     | 14     |
| 2020/21     | Borussia Mönchengladbach | Bundesliga  | 29         | 8          | 3     | 1     | 8              | 2              | 40     | 11     |
| 2021/22     | Borussia Mönchengladbach | Bundesliga  | 21         | 3          | 2     | 0     | —              | —              | 23     | 3      |
| 2022/23     | Borussia Mönchengladbach | Bundesliga  | 30         | 13         | 2     | 3     | —              | —              | 32     | 16     |
| Club totaal | Club totaal              | Club totaal | 111        | 34         | 9     | 6     | 14             | 4              | 134    | 44     |
| 2023/24     | Internazionale           | Serie A     | 35         | 13         | 3     | 1     | 8              | 1              | 46     | 15     |
| Club totaal | Club totaal              | Club totaal | 35         | 13         | 3     | 1     | 8              | 1              | 46     | 15     |
| Totaal      | Totaal                   | Totaal      | 223        | 50         | 23    | 11    | 16             | 4              | 264    | 65     |

Bijgewerkt t/m 1 juli 2023

## Interlandcarrière
Thuram maakte deel uit van verschillende Franse nationale jeugdselecties. Hij nam met Frankrijk –19 deel aan zowel het EK 2015 als het EK 2016 voor spelers onder 19 jaar. Zijn ploeggenoten en hij wonnen in 2016 het toernooi. Thuram nam met Frankrijk –20 deel aan het WK –20 van 2017. Op 11 november 2020 debuteerde hij, samen met Ruben Aguilar van AS Monaco, in het Frans voetbalelftal in een vriendschappelijke wedstrijd tegen Finland (0–2 verlies). Thuram maakte onderdeel uit van de Franse selectie van het EK 2020 en het WK 2022. Op dit WK speelde hij de WK-finale. Thuram is daarmee de eerste voetballer ooit die net als zijn vader een WK-finale heeft gespeeld. Hij werd op 16 mei 2024 door Didier Deschamps opgenomen in de Franse selectie voor het EK 2024 in Duitsland. Frankrijk overleefde een groep met Oostenrijk, Nederland en Polen en schakelde vervolgens België en Portugal uit, maar verloor in de halve finales met 2–1 van Spanje. Thuram kwam op het toernooi vier keer in actie.

## Erelijst
| Competitie            | Aantal        | Jaren           |
| Frankrijk –19         | Frankrijk –19 | Frankrijk –19   |
| --------------------- | ------------- | --------------- |
| Europees kampioen –19 | 1x            | 2016            |
| Frankrijk             |               |                 |
| UEFA Nations League   | 1x            | 2020/21         |
| Internazionale        |               |                 |
| Serie A               | 1x            | 2023/24         |
| Supercoppa            | 1x            | Supercoppa 2023 |

1 Sommer ·
2 Dumfries ·
6 De Vrij ·
7 Zieliński ·
8 Arnautović ·
9 Thuram ·
10 Martínez  ·
11 Correa ·
12 Di Gennario ·
13 Martínez ·
15 Acerbi ·
16 Frattesi ·
17 Buchanan ·
20 Çalhanoğlu ·
21 Asllani ·
22 Mkhitaryan ·
23 Barella ·
28 Pavard ·
30 Augusto ·
31 Bisseck ·
32 Dimarco ·
36 Darmian ·
42 Palacios ·
95 Bastoni ·
99 Taremi ·
Coach: Inzaghi
1 Lloris  ·
2 Pavard ·
3 Kimpembe ·
4 Varane ·
5 Lenglet ·
6 Pogba ·
7 Griezmann ·
8 Lemar ·
9 Giroud ·
10 Mbappé ·
11 Dembélé ·
12 Tolisso ·
13 Kanté ·
14 Rabiot ·
15 Zouma ·
16 Mandanda ·
17 Sissoko ·
18 Digne ·
19 Benzema ·
20 Coman ·
21 Hernández ·
22 Ben Yedder ·
23 Maignan ·
24 Dubois ·
25 Koundé ·
26 Thuram ·
Coach: Deschamps
1 Lloris  ·
2 Pavard ·
3 Disasi ·
4 Varane ·
5 Koundé ·
6 Guendouzi ·
7 Griezmann ·
8 Tchouaméni ·
9 Giroud ·
10 Mbappé ·
11 Dembélé ·
12 Kolo Muani ·
13 Fofana ·
14 Rabiot ·
15 Veretout ·
16 Mandanda ·
17 Saliba ·
18 Upamecano ·
19 Benzema ·
20 Coman ·
21 L. Hernández ·
22 T. Hernández ·
23 Aréola ·
24 Konaté ·
25 Camavinga ·
26 Thuram ·
Coach: Deschamps
1 Samba ·
2 Pavard ·
3 Mendy ·
4 Upamecano ·
5 Koundé ·
6 Camavinga ·
7 Griezmann ·
8 Tchouaméni ·
9 Giroud ·
10 Mbappé  ·
11 Dembélé ·
12 Kolo Muani ·
13 Kanté ·
14 Rabiot ·
15 Thuram ·
16 Maignan ·
17 Saliba ·
18 Zaïre-Emery ·
19 Fofana ·
20 Coman ·
21 Clauss ·
22 Hernández ·
23 Aréola ·
24 Konaté ·
25 Barcola ·
Coach: Deschamps